# مسئله دو جسم در نسبیت عام
مسئلهٔ دو جسم در نسبیت عام که به آن مسئلهٔ کپلر نیز می‌گویند، مسئله ایست در مورد تعیین حرکت و میدان گرانشی دو جسم که با یکدیگر از راه گرانش به گونه‌ای که با معادلات میدان نسبیت عام توصیف می‌شوند، برهمکنش دارند. حل مسئلهٔ کپلر برای محاسبهٔ خمش نور بر اثر گرانش و حرکت یک سیاره به دور خورشید ضروری است. پاسخ‌های آن را می‌توان برای توصیف حرکت ستاره‌های دوتایی به دور یکدیگر و محاسبهٔ اتلاف انرژی آن‌ها از طریق تابش گرانشی نیز به کار برد. این اجسام را معمولاً نقطه‌ای فرض می‌کنند تا بتوان از اثرات کشندی و خواص مادهٔ تشکیل‌دهندهٔ آن‌ها صرف‌نظر کرد.
نسبیت عام میدان گرانشی را با فضازمان خمیده توصیف می‌کند و معادلات میدان حاکم بر این خمش غیرخطی هستند و در نتیجه برای حل کردن در یک شکل بسته بسیار دشوارند و تنها یک جواب کامل، یعنی جواب شوارتزشیلد برای مسئله کپلر پیدا شده‌است.